# Arthur Morgan (Red Dead Redemption II)
Pour les articles homonymes, voir Arthur Morgan et Morgan.
Arthur Morgan est un personnage de fiction et le principal protagoniste jouable du jeu vidéo Red Dead Redemption II, sorti en 2018. Membre important du gang de Dutch van der Linde, Arthur fait face au déclin de l'ouest sauvage, et affronte les forces de plus en plus importante du gouvernement, ainsi que de divers gangs et autres personnes influentes. Il est interprété par Roger Clark via capture de mouvement.
Rockstar Games a décidé de concentrer l'intrigue de Red Dead Redemption II sur un seul personnage, afin de le suivre sous une histoire plus personnelle. Les développeurs ont estimé que ce type de narration était plus appropriée pour une œuvre relative aux western. Clark voulait jouer Arthur d'une manière suffisamment complexe pour que le joueur choisisse le parcours d'Arthur, tout en conservant la cohérence narrative. Clark s'est inspiré d'acteurs tel que Toshiro Mifune, John Wayne et Rob Wiethoff, ce dernier étant l'interprète de John Marston dans le même jeu ainsi que dans le premier volet.
Le personnage d'Arthur Morgan a été grandement acclamé par la critique, notamment via sa complexité et son chemin vers la rédemption. Clark a reçu de nombreux prix et nominations pour la performance du personnage, dont le prix de la meilleure interprétation aux Game Awards 2018.

## Conception du personnage
Lors du développement de Red Dead Redemption II, l'équipe de développement de Rockstar Games décide qu'un seul personnage serait jouable, par opposition aux trois protagonistes du précédent titre de Rockstar, Grand Theft Auto V (2013), afin d'offrir une meilleure compréhension sur les évènements affectant le protagoniste. Les développeurs estiment également que la structure du western nécessite le point de vue d'un seul personnage par rapport à l'intrigue.
L'acteur Roger Clark incarne Arthur Morgan via la capture de mouvement. Cela implique l'enregistrement simultané de la parole et des mouvements, tandis que certains dialogues sont enregistrés en voix off. L'une des inspirations majeures de Clark vient de l'acteur japonais Toshirō Mifune, qui a l'habitude d'incarner des personnages impassibles mais humoristiques ; cette subtilité inspirant grandement le jeu de Clark. Clark a également un aperçu de comment interpréter son personnage avec le film The Proposition, dont un des personnages possède un arc de développement similaire à celui d'Arthur Morgan. L'acteur visionne de nombreux films de John Wayne en s'inspirant des divers personnages incarnés par l'acteur.
Clark voulait que son personnage soit suffisamment complexe pour que le joueur puisse prendre des décisions sans qu'elles lui semblent incohérentes. Il rencontre d'abord des difficultés avec ce concept car les actions liées à un honneur élevé sont différentes de celles liées à un honneur faible, mais il se rend finalement compte qu'Arthur est quelqu'un qui peut facilement se contredire. Cherchant à montrer la vulnérabilité de l'ego d'Arthur, Clark observe que le ressentiment du personnage envers John Marston pour avoir eu une famille s'effondre lorsqu'il cherche finalement à les aider. La performance de Rob Wiethoff dans le rôle de John dans le premier jeu a influencé celle de Clark. Un deuxième intérêt amoureux pour Arthur est supprimé car l'effet désiré n'est pas atteint.
Le scénariste Dan Houser souhaite renverser l'idée selon laquelle le personnage principal est faible au départ et devient plus fort au fur et à mesure que l'histoire progresse. Au lieu de cela, Arthur est déjà coriace au début du jeu et est « entraîné dans des montagnes russes plus intellectuelles lorsque sa vision du monde est mise à mal ». Houser estime que le déclin de la conquête de l'Ouest doit avoir un effet profond sur Arthur, notant que le personnage est « pris entre la dangerosité de la nature et la brutalité de l'industrialisation envahissante de la civilisation ». Houser a évité de rencontrer Clark sur le plateau pour ne pas entendre sa vraie voix.

## Biographie fictive du personnage
Arthur né en 1863 rejoint le gang de Dutch van der Linde à l'âge de quatorze ans, après avoir perdu ses parents à un jeune âge, et devient rapidement le premier protégé de Dutch. Arthur a eu un fils nommé Isaac avec une serveuse appelée Eliza. Il leur apporte un soutien régulier jusqu'à ce qu'ils soient tués dans un braquage. Au fil du temps, Arthur se transforme en l'exécuteur le plus dévoué de Dutch.
Lorsque l'échec du braquage d'un ferry ne leur laisse pas d'autres choix que de fuir à travers les montagnes, Arthur aide à trouver des fournitures et retrouve plus tard un autre membre du gang, John Marston. Il aide à voler un train appartenant au magnat du pétrole Leviticus Cornwall et, après avoir déménagé à Horseshoe Overlook, il affronte les mercenaires embauchés par Cornwall. En partant pour Clemens Point, Arthur est impliqué dans un conflit entre deux familles en guerre, les Braithwaites et les Grays, conduisant à la capture du fils de John, Jack. Arthur récupère Jack de la demeure du seigneur du crime Angelo Bronte et aide Dutch à organiser des représailles contre Bronte, après qu'il les ait fait tomber dans un piège. Après la capture de Bronte, Dutch le noie, Arthur remarquant que l'explosion violente de Dutch ne lui était pas caractéristique. À Saint Denis, un braquage de banque raté oblige certains membres du groupe à quitter la ville, Arthur faisant naufrage avec d'autres sur Guarma, une île près de Cuba, mais se bat aux côtés d'un révolutionnaire en échange d'un navire pour retourner sur le continent. Se réunissant avec les autres, Arthur décide de sauver John, désormais capturé, au grand dédain de Dutch. Peu de temps après, Arthur tombe malade et s'évanouit en chutant de son cheval. Après avoir consulté un médecin, on lui diagnostique une tuberculose. Choqué par la sombre réalité de sa mort imminente, il commence à réfléchir sur les décisions et sa morale, poussé plus loin par son amitié avec le leader amérindien répondant au nom de Pluie-Battante. Cela motive alors son désir de protéger le reste du gang, en particulier John et sa famille. Après avoir sauvé John de prison, Arthur révèle ses doutes à propos de Dutch, incapable d'accepter les obsessions croissantes de son chef.
Dutch abandonne apparemment Arthur lors d'un assaut contre une raffinerie de pétrole et laisse John pour mort lorsqu'il est touché par balle au cours d'un vol de train. Quand Dutch ignore l'appel d'Arthur afin de sauver la femme de John, Abigail, des détectives de Pinkerton, Arthur désavoue le gang. En les confrontant, Arthur découvre que Micah Bell a trahi le gang en agissant comme informateur pour les Pinkerton. Il retourne auprès de Dutch pour l'en informer, mais ce dernier se retourne contre Arthur et John, ayant survécu à l'attaque du train. Alors que les Pinkerton envahissent le camp, Arthur et John s'enfuient. Arthur supplie John de retourner dans sa famille. Micah lui tend alors une embuscade et Dutch intervient. Arthur parvient à convaincre Dutch d'abandonner Micah et de partir. Si le joueur a un haut niveau d'honneur, Arthur succombe à ses blessures et à sa maladie, mourant paisiblement en regardant le lever du soleil. Si le joueur a un faible niveau d'honneur, Micah l'exécute.

## Accueil

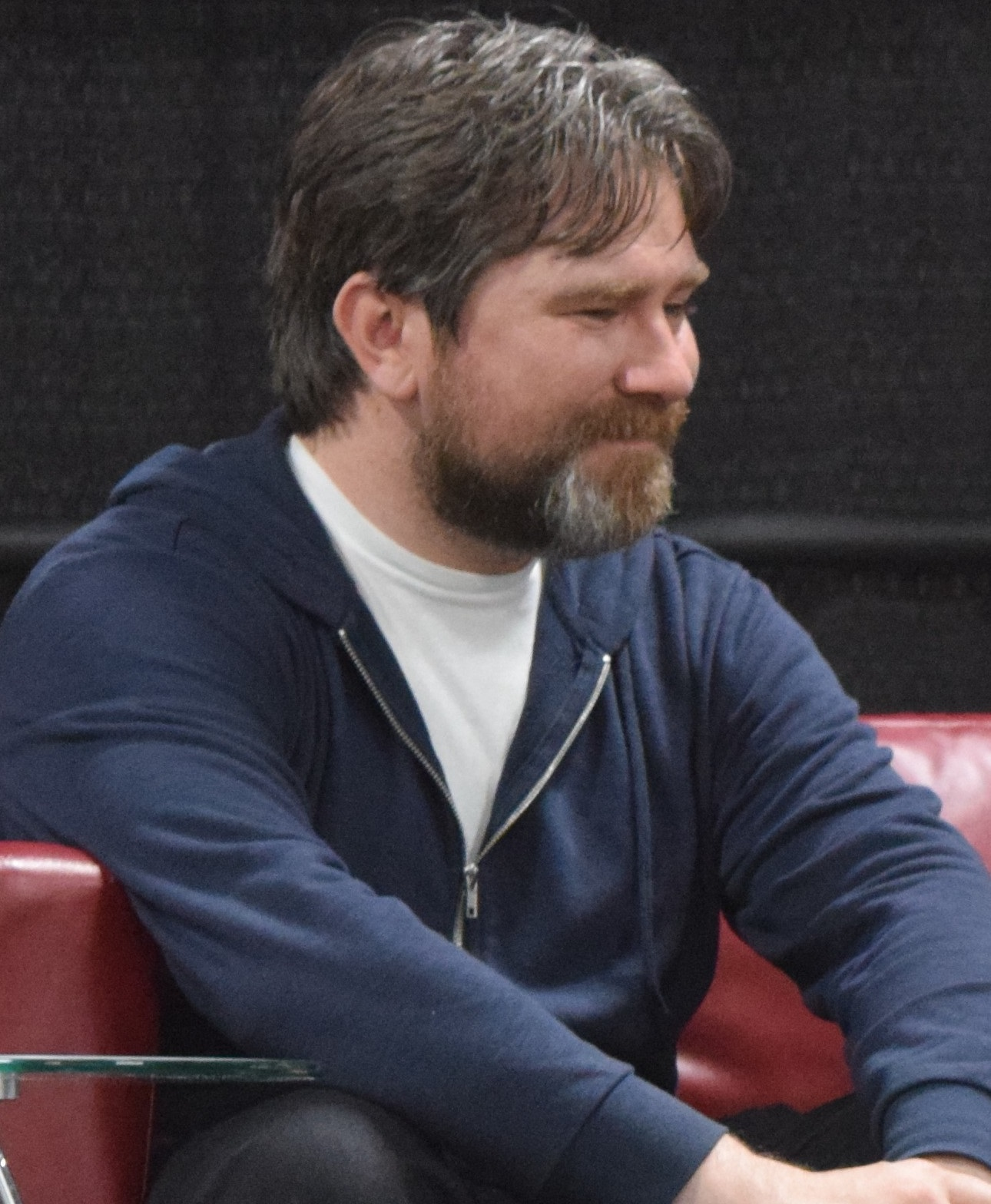
Roger Clark, l'acteur interprétant Arthur Morgan par capture de mouvement.

Le personnage d'Arthur Morgan est très acclamé par la critique. Alex Navarro de Giant Bomb écrit que la représentation réfléchie des conflits internes d'Arthur possède une humanité souvent absente des autres jeux de Rockstar. Kyle Atwood de LevelSkip l'a qualifié de « personnage de tragédie et, surtout, d'humanité ». Kirk Hamilton du site Kotaku estime qu'Arthur semble initialement banal, mais qu'il devient plus intrigant grâce de la performance de Clark. Daniel Starkey de Ars Technica, estime que, si l'histoire d'Arthur peut être considérée comme « poignante et mémorable », certains peuvent la voir comme une histoire typique d'un « méchant qui perd le contrôle ».
Tom Power de GamesRadar+ estime que le récit de la vie d'Arthur dans Red Dead Redemption II reflète une tragédie shakespearienne, avec divers chapitres du jeu représentant les cinq étapes du deuil. Nick Plessas d’Electronic Gaming Monthly trouve que son voyage est « beaucoup plus rédempteur » que celui de John Marston dans Red Dead Redemption, notant que les défauts d'Arthur évoquent un sentiment de sympathie. La critique de Javy Gwaltney pour Game Informer fait écho à ce sentiment, décrivant l'arc comme une « interprétation fantastique du memento mori, et à quel point la rédemption peut être impitoyablement désordonnée et complexe ». À l'inverse, l'auteur d'Eurogamer Martin Robinson considère Arthur comme moins convaincant que John, confondant ainsi son expérience du récit.
Paul Walker-Emig de The Guardian pense que le carnet d'Arthur le fait apparaître « comme une vraie personne avec sa propre vie intérieure, plutôt qu'une marionnette qui fait ce qu'on veut ». Peter Suderman, écrivant pour le New York Times, trouve que le joueur est lié à Arthur « parce que ses choix sont, en fait, les vôtres ». Laurence Mozafari de Digital Spy déclare qu'Arthur « résume parfaitement le sentiment du vieil ouest ». L'écrivain de VentureBeat, Dean Takahashi, a loué la contribution de Clark pour avoir ajouté de l'immersion au jeu et de la profondeur à son personnage. Luke Reilly d'IGN salue la voix d'Arthur comme ayant une « authenticité contagieuse ».
Pour son rôle, Clark remporte le prix de la meilleure performance aux Game Awards de 2018 et a été finaliste pour la même catégorie sur PlayStation Blog ; reçevant également plusieurs nominations aux 15e British Academy Games Awards (en), aux NAVGTR Awards et aux New York Game Awards. Le personnage d'Arthur a été nommé à la 22e édition du D.I.C.E. Awards (en) et aux Italian Video Game Awards. En novembre 2021, GamesRadar+ classe Arthur Morgan 29e sur sa liste de personnages les plus emblématiques de jeux vidéo, citant la capacité du personnage à « apporter un sens nourrissant de l'humanité à presque tout ce qu'il fait ». En mai 2022, GamingBolt nomme Arthur comme étant le meilleur protagoniste de jeu vidéo de tous les temps, louant l'écriture, la performance de Clark, le récit personnel ainsi que les relations du personnage.